# メッツェニーレ
メッツェニーレ（伊: Mezzenile）は、イタリア共和国ピエモンテ州トリノ県にある、人口約800人の基礎自治体（コムーネ）。

## 地理

### 位置・広がり

#### 隣接コムーネ
隣接するコムーネは以下の通り。
- アーラ・ディ・ストゥーラ
- チェーレス
- レーミエ
- ペッシネット
- トラーヴェス
- ヴィウ

## 行政

### 分離集落
メッツェニーレには、以下の分離集落（フラツィオーネ）がある。
- Bogliano, Catelli, Monti, Murasse, Pugnetto, Rangiroldo, Sabbione, Villa Inferiore, Villa Superiore